# Captura de Bagdá (1534)
A Captura de Bagdá (português brasileiro) ou Captura de Bagdade (português europeu) em 1534 pelo sultão do Império Otomano Solimão, o Magnífico (r. 1520–1566) do xá Tamaspe I (r. 1524–1576) do Império Safávida, fez parte da Guerra Otomano-Safávida de 1532 a 1555, que por sua vez fez parte de uma série de guerras otomanas-persas. A cidade foi tomada sem resistência, o governo safávida fugiu e deixou a cidade indefesa. A captura de Bagdá foi uma conquista significativa, devido ao seu domínio dos rios Tigre e Eufrates e do seu comércio internacional e regional. 
Representou, junto com a queda de Baçorá em 1546, um passo significativo para a eventual vitória Otomana e a aquisição da parte baixa da Mesopotâmia, a foz dos rios Tigre e Eufrates, abrindo uma rota comercial para o golfo Pérsico. Os otomanos passaram o inverno lá até 1535, supervisionando a reconstrução de santuários religiosos sunitas e xiitas e projetos de irrigação agrícola. Solimão retornou a Constantinopla, deixando uma forte força de guarnição. Nas décadas seguintes, os otomanos solidificaram o controle da região, incorporando-a ao império até que ela foi recapturada pelos persas em 1623.